# Louise Pratt
Louise Clare Pratt (18 de abril de 1972) es una política australiana, anteriormente fue senadora en los periodos 2008 a 2014 y 2016 a 2025. Ella es miembro del Partido Laborista y se desempeñó como miembro del Consejo Legislativo de Australia Occidental desde 2001 hasta 2007. Fue la mujer más joven en ser elegida para el Consejo Legislativo en el momento de su elección y la segunda lesbiana electa en un parlamento australiano.

## Biografía

### Primeros años
Pratt obtuvo su título de grado en la Universidad de Australia Occidental, donde se involucró en la política estudiantil. Tras asumir varios cargos en su universidad, fue elegida como oficial de educación estatal para la Unión Nacional de Estudiantes, así como miembro de su comité ejecutivo nacional, en 1994. Tras la universidad, Pratt se involucró en el activismo por los derechos LGBT, siendo portavoz habitual de Gay and Lesbian Equality, un grupo de defensa del estado. Esto la llevó a abordar temas como la discriminación, las leyes de edad de consentimiento desiguales, la homofobia en las escuelas y los derechos de propiedad, y con frecuencia tuvo enfrentamientos con el gobierno conservador del Partido Liberal de Australia Occidental.

## Carrera política
Pratt se mantuvo activa en el Partido Laborista fuera de la política estudiantil y fue la candidata laborista al escaño estatal de Alfred Cove en las elecciones estatales de 1996. En 2001, Pratt obtuvo el tercer puesto en la candidatura laborista para la Región Metropolitana Este en las elecciones estatales de 2001, convirtiéndose en la mujer más joven jamás elegida para el Consejo Legislativo.
Pratt asumió su escaño en mayo de 2001, y en su discurso inaugural sugirió reducir la edad de votación a 16 años. Fue designada miembro de un comité ministerial sobre la reforma de las leyes respecto a prejas del mismo sexo, en el que recomendó la eliminación de la discriminación en las leyes estatales. Las recomendaciones fueron presentadas al parlamento de Australia Occidental en de agosto de 2001 y fueron aprobadas en 2002. Entre las reformas incluidas en la ley se encontraba una prohibición total de la discriminación por orientación sexual, la adopción homoparental, la reducción de la edad de consentimiento de 21 a 16 años, el derecho de las parejas del mismo sexo a heredar de un cónyuge fallecido y la derogación de la legislación que hacía delito promover la homosexualidad en las escuelas.

### Senado de Australia (2008–2014)
Pratt renunció a su escaño en el Consejo Legislativo en octubre de 2007, y fue elegida senadora en noviembre. En el Senado, fue coautora de un proyecto de ley para modificar la Ley de Matrimonio (1961) y permitir el reconocimiento del matrimonio igualitario. El proyecto de ley fue finalmente rechazado, sin embargo, su discurso de Pratt en apoyo a la ley recibió una amplia atención nacional e internacional. En diciembre de 2013, Pratt, junto con las senadoras Sue Boyce y Sarah Hanson-Young, estableció un grupo de trabajo interpartidario sobre la igualdad matrimonial.

### Senado de Australia (2016–2025)
Tras postularse nuevamente para el Senado en las elecciones federales de 2016, Pratt fue reelegida. Tras su elección, Pratt fue nombrada en el Ministerio de las Sombras, como Ministra Adjunta en la Sombra para Familias y Comunidades. En mayo de 2022, Pratt fue nombrada Vicegobernadora del Senado. En febrero de 2024, Pratt anunció su retiro del Senado.

## Vida personal
Pratt tiene un hijo, nacido en octubre de 2014, a quien co-cría junto con su expareja Aram Hosie, un hombre trans y activista de la comunidad LGBTI. En junio de 2023, Pratt se casó con su pareja, Rebecca Misich.